# 23. фебруар
23. фебруар је педесет четврти дан у години у Грегоријанском календару. 311 дана (312 у преступним годинама) остаје у години после овог дана.

## Догађаји
- 1574 — У Француској је избио пети верски рат католика и протестаната.
- 1821 — Александрос Ипсилантис је у Јашију подигао устанак против Османског царства.
- 1836 — Око 4.000 војника под командом мексичког генерала Антонија Лопеза де Санта Ане започело је опсаду тврђаве "Аламо" у Тексасу. Тврђава, коју је бранило око 200 добровољаца, међу којима Дејви Крокет, пала 6. марта, а сви браниоци су погинули.
- 1847 — Америчка војска под командом Закарија Тејлора је у бици код Ангостуре поразила мексичку војску под командом Антонија Лопеза де Санта Ане.
- 1866 — Под притиском бојара незадовољних демократским реформама, румунски кнез Александар Куза приморан да абдицира и напусти земљу.
- 1898 — Француски писац Емил Зола ухапшен због објављивања отвореног писма председнику Француске под насловом "Оптужујем" у којем је Владу оптужио за антисемитизам и монтиран судски процес против капетана Алфреда Драјфуса.
- 1903 — Финализован је Кубанско-амерички уговор, којима је САД дозвољено да од Кубе изнајме залив Гвантанамо.
- 1905 — Амерички адвокат Пол Перси Харис у Чикагу основао клуб "Ротари".
- 1919 — Бенито Мусолини напустио Социјалистичку партију и основао фашистичку странку "Борбени одреди".
- 1927 — Немачки теоријски физичар Вернер Хајзенберг је написао писмо колеги Волфгангу Паулију у коме је први пут описао свој принцип неодређености.
- 1938 — У Кувајту откривено прво налазиште нафте.
- 1942 — Јапанска подморница у Другом светском рату бомбардовала америчку рафинерију нафте код Санта Барбаре у Калифорнији.
- 1944 — У Врховни штаб Народноослободилачке војске Југославије у Дрвару стигла совјетска војна мисија, прва совјетска војна мисија на тлу Југославије у Другом светском рату.
- 1945 — Током битке за Иво Џиму, група америчких маринаца је освојила врх планине Сурибачи и фотографисала подизање америчке заставе.
- 1945 — Удружене филипинске и америчке снаге су ослободиле Манилу.
- 1958 — Кубански устаници су киднаповали петоструког првака Формуле 1 Хуана Мануела Фанхиа.
- 1959 — Међународни суд за људска права отворио прво заседање у Стразбуру.
- 1970 — Британска Гвајана постала независна република у оквиру Комонвелта.
- 1981 — У покушају државног удара и збацивања владе Адолфа Суареса, група гардиста под вођством пуковника Антонија Техера упала у парламент Шпаније.
- 1991 — Војним пучем на Тајланду оборена влада Чатичаја Чунавана, а власт преузела војна хунта.
- 1994 — Бошњаци и Хрвати закључили прекид ватре који је ступио на снагу 25. фебруара и био увод за стварање муслиманско-хрватске федерације у оквиру Босне и Херцеговине.
- 1999 — Преговори српских власти и косовских Албанаца у Рамбујеу код Париза прекинути без потписивања споразума, који су преговарачима понудили међународни посредници. Српска страна одбила присуство страних трупа на својој територији, а албанска разоружање Ослободилачке војске Косова.
- 1999 — Лавина је уништила аустријско село Галтур, усмртивши 31 особу.
- 2001 —
  - У Београду ухапшен Раде Марковић, шеф Ресора државне безбедности Србије за време режима Слободана Милошевића.
  - Председници Југославије и Македоније Војислав Коштуница и Борис Трајковски у Скопљу потписали Споразум о разграничењу две земље.
- 2003 — У Бангладешу избили протести пошто је у Скупштини усвојен закон којим се кривице ослобађају војници који су учествовали у тромесечној антикриминалној кампањи 11. јануара те године, у којој су 44 особе погинуле.
- 2006 —
  - Преко 100 особа погинуло у Ираку у насиљу које је уследило након постављања бомбе у џамију Ал Аскари.
  - Преко педесет особа погинуло у Москви у несрећи када се урушио кров пијаце. Зграду пијаце пројектовао је исти архитекта који је пројектовао Трансвал Вотер Парк који се урушио 2004. године када је погинуло 28 особа.
- 2008 — Бомбардер B-2 Спирит Америчког ваздухопловства се срушио на Гваму, што представља први оперативни губитак овог авиона.
- 2017 — Завршена Битка за Ал Баб након 104 дана борби.

## Рођења
- 1317 — Папа Павле II. (прем. 1471)[1]
- 1443 — Матија Корвин, мађарски краљ. (прем. 1490)[2]
- 1685 — Георг Фридрих Хендл, немачки композитор. (прем. 1759)[3]
- 1868 — Вилијам Едвард Бергарт, амерички социолог, историчар, писац, уредник и борац за људска права. (прем. 1963)[4]
- 1878 — Казимир Маљевич, украјинско-руски сликар. (прем. 1935)[5]
- 1883 — Карл Јасперс, немачки филозоф и психијатар. (прем. 1969)[6]
- 1889 — Виктор Флеминг, амерички редитељ. (прем. 1949)[7]
- 1892 — Агнес Смедли, америчка новинарка и књижевница. (прем. 1950)[8]
- 1899 — Норман Торог, амерички редитељ. (прем. 1981)[9]
- 1902 — Отокар Кершовани, новинар и револуционар. (прем. 1941)[10]
- 1935 — Никола Кусовац, српски историчар уметности, кустос Народног музеја у Београду.
- 1935 — Пер Јакобсен, дански слависта, филолог, лингвиста, академик и универзитетски професор, и инострани члан од 1988. године Српске академије наука и уметности.[11]
- 1938 — Алан Форд, енглески глумац.[12]
- 1940 — Питер Фонда, амерички глумац. (прем. 2019)[13]
- 1942 — Михаел Ханеке, аустријски редитељ и сценариста.[14]
- 1947 — Милан Стевановић, црногорски ортопед, хирург, микрохирург, академик и ван радни члан Одељења медицинских наука Српске академије наука и уметности.[15]
- 1954 — Момчило Рајин, српски ликовни и музички критичар, теоретичар и историчар.
- 1954 — Виктор Јушченко, украјински политичар.[16]
- 1958 — Дејвид Силвијан, енглески музичар, певач и композитор.[17]
- 1961 — Иван „Ивица“ Вдовић, српски музичар, бубњар ЕКВ-а. (прем. 1992)[18]
- 1964 — Татјана Симић, доктор је медицинских наука, редовни професор Медицинског факултета Универзитета у Београду и дописни члан Српске академије наука и уметности.[19]
- 1965 — Хелена Сукова, чехословачка тенисерка.[20]
- 1974 — Стефан Бернадис, француски клизач.[21]
- 1976 — Кели Макдоналд, шкотска глумица.[22]
- 1981 — Гарет Бари, енглески фудбалер.[23]
- 1982 — Катерина Михалицина, украјинска књижевница и преводитељка
- 1983 — Емили Блант, енглеска глумица.[24]
- 1983 — Симона Молинари, италијанска музичарка.
- 1987 — Бојан Божовић, српски тенисер и тениски тренер.[25]
- 1986 — Тонио Сан, македонски репер српскога порекла.
- 1988 — Николас Гаитан, аргентински фудбалер.[26]
- 1988 — Сава Лешић, српски кошаркаш.[27]
- 1992 — Киријакос Пападопулос, грчки фудбалер.[28]
- 1992 — Николоз Басилашвили, грузијски тенисер.[29]
- 1992 — Каземиро, бразилски фудбалер.[30]
- 1994 — Лука Пуј, француски тенисер.[31]
- 1994 — Дакота Фенинг, америчка глумица.[32]
- 1995 — Ендру Вигинс, канадски кошаркаш.[33]
- 1997 — Џамал Мари, канадски кошаркаш.[34]

## Смрти
- 715 — Ел Валид I, омејадски калиф. (рођ. 668)[35]
- 1447 — Хемфри од Глостера, енглески принц. (рођ. 1390)[36]
- 1447 — Папа Евгеније IV. (рођ. 1383)[37]
- 1603 — Франсоа Вијет, француски математичар. (рођ. 1540)
- 1766 — Станислав Лешћински, краљ Пољске. (рођ. 1677)[38]
- 1792 — Џошуа Рејнолдс, енглески сликар. (рођ. 1723)[39]
- 1821 — Џон Китс, енглески песник. (рођ. 1795)[40]
- 1848 — Џон Квинси Адамс, амерички политичар и председник. (рођ. 1768)
- 1855 — Никола Боројевић, српски песник. (рођ. 1796)[41]
- 1855 — Карл Фридрих Гаус, немачки математичар, физичар и астроном. (рођ. 1777)[42]
- 1900 — Ернест Досон, енглески песник. (рођ. 1867)[43]
- 1908 — Фридрих фон Есмарх, немачки хирург. (рођ. 1823)[44]
- 1930 — Хорст Весел, припадник Штурмабтајлунга. (рођ. 1907)[45]
- 1931 — Нели Мелба, аустралијска певачица, сопран. (рођ. 1861)[46]
- 1934 — Цезар Аугусто Сандино, вођа никарагванских побуњеника. (рођ. 1895)[47]
- 1942 — Штефан Цвајг, аустријски књижевник. (рођ. 1881)[48]
- 1944 — Лео Хендрих Бакеланд, амерички хемичар. (рођ. 1863)[49]
- 1965 — Стен Лорел, славни амерички филмски комичар. (рођ. 1890)[50]
- 1973 — Дикинсон В. Ричардс, амерички лекар и физиолог, добитник Нобелове награде за медицину или физиологију. (рођ. 1895)[51]
- 2000 — Офра Хаза, израелска певачица. (рођ. 1957)[52]
- 2000 — Стенли Метјуз, енглески фудбалер и тренер. (рођ. 1915)[53]
- 2003 — Хауи Епштајн, амерички рок музичар, гитариста и текстописац. (рођ. 1955)[54]
- 2003 — Роберт Кинг Мертон, амерички социолог. (рођ. 1910)[55]
- 2008 — Јанез Дрновшек, словеначки политичар и државник. (рођ. 1950)[56]
- 2014 — Алиса Херз-Сомер, енглеска пијанисткиња и суперстогодишњакиња. (рођ. 1903)[57]

## Празници и дани сећања
- Српска православна црква слави:
  - Свештеномученика Харалампија
  - Преподобног Прохора Лободника